# '86さっぽろ花と緑の博覧会
'86さっぽろ花と緑の博覧会（86さっぽろはなとみどりのはくらんかい）は、北海道札幌市で行われた博覧会。第4回全国都市緑化フェアとして企画され、「全国都市緑化さっぽろフェア」（ぜんこくとしりょっかさっぽろふぇあ）の正式名称が設定されていた。

## 概要
- テーマ - 『人と自然-そのすばらしい関係』
- スローガン - 『潤いのある緑豊かな街づくり』
- 会場 - 札幌市百合が原公園（展示面積24.6ha）
- 開催期間 - 1986年（昭和61年）6月28日（土） - 8月31日（日）
- 入場者 - 1,476,493名（目標130万人）
- 剰余金 - 約2億6883万円
- 主催 - 札幌市、都市緑化基金
- 後援 - 総理府、外務省、文部省、農林水産省、通商産業省、郵政省、建設省、自治省、北海道開発庁、環境庁、国土庁、北海道、全国知事会、全国市長会、全国町村会、全国都道府県教育委員会連合会、北海道市長会、北海道町村会、北海道教育委員会、日本国有鉄道北海道総局、住宅・都市整備公団、札幌商工会議所、札幌市公園緑化協会、北海道新聞社、北海タイムス社、朝日新聞社・毎日新聞社・読売新聞社・日本経済新聞社北海道支社、NHK札幌放送局、北海道放送、札幌テレビ放送、北海道テレビ放送、北海道文化放送、エフエム北海道
- シンボルマーク - 上に青・下に緑の円形に白色のユリの花をモチーフに古典的なユリの紋章を現代的に表現した形状をあしらい、百合が原公園で開催する博覧会を象徴するものとした。
- テーマソング - 渡辺雅美「花と緑のファンタジー」（作詞：新木創子 作曲：中川博之 編曲：神保正明）
  - 音頭 - 鎌田英一「花と緑のサッポロ音頭」（作詞：星野哲郎 作曲：山中博）
- マスコットキャラクター - 「グリーンちゃんとフラワーちゃん」
  - ユリの妖精をイメージし、愛らしい男女の子供のデザインとした。
- 入場料
  - 前売券：大人（高校生以上）800円・小人（小中学生）400円・高校生団体700円
  - 当日券：大人1000円・小人400円（障害者半額）
  - 一般団体：大人800円・高校生団体700円・小人400円
  - 学校団体：高校・専修学校生500円・小人300円、障害者大人250円・小人150円
  - 前売券には「お楽しみプレゼント」として日本交通公社賞沖縄旅行ペア2本、スズキ自販北海道賞スクーター蘭・東芝賞パーソナルテレビ・富士フイルム賞カメラとカルディアート各5本、太陽賞自転車10本、資生堂賞高級化粧品20本、サッポロビール賞ビールギフト券・雪印賞アイスクリームギフト券・UCC賞炭焼珈琲セット各50本、JFTD賞フラワーギフト券・フラワーメモリー賞オリジナルTシャツ各100本、想出賞アルバム103本、花と緑賞庭手入れセット150本、白鶴賞清酒180ml缶2本セット350本の合計1,000本の賞品が用意された。
- 役員
  - 名誉会長：水上達三（都市緑化基金会長）
  - 会長：板垣武四（札幌市長）
  - 副会長：佐藤昌（都市緑化基金理事長）
  - 委員長：神戸隆一（札幌市助役）
  - 顧問：今井道雄（札幌商工会議所会頭）、吉野晃司（札幌市議会議長）、横路孝弘（北海道知事）

## パビリオン・施設
パビリオン
花と科学の広場
- テーマ館「花と緑の科学館」 - 「花と人間と科学」を様々な角度で展開、総ガラス張りで明るいイメージとした。閉幕後は「百合が原緑のセンター」として使用。
  - アプローチブロック - ボイスセンサーにより話しかけるマスコットキャラクター人形や、ヨーロッパの窓辺の花、「世界の百合のいろいろ」パネル展示などを展開。
  - 水耕栽培ブロック - 1本の木から2000個以上の実をつける大型トマト水耕栽培「トマトの森」を中心に、花の水耕栽培なども紹介。期間中3,315個のトマトが結実した。
  - ビデオブロック - NHKのフィルムライブラリーから選定した花と昆虫・自然と動物・園芸ミニ情報など約40種の園芸関連のVTRをハイビジョンテレビや大型モニターテレビで来場者の操作で選択し常時放映する。
  - 大温室ブロック - 名ブロックとして札幌市の緑化計画、アルゼンチン・オーストラリア・ベリーズ・西ドイツ・イスラエル・オランダ・ニュージーランド・アメリカ・日本の各国の花の飾り方やドライフラワーを展示する花の展示コーナー、テーマを訴えるパネル展示を中心とした緑の展示コーナー、16mmフィルムと8台のスライドによる映像詩「花と緑のワンダーランド」を上映する映像館を展開。
- 三菱グループ「三菱3D劇場」 - 原始林の情景や顕微鏡映像などで構成された20分間の立体映像SFファンタジー「森を創ろう」を上映し荻野目慶子そっくりのサイボットを配置した400席のシアターを中心に、数々の業績を残した世界の植物学者や植物研究をパネル紹介する「緑の探検家達」コーナーやレストラン「はせ川キリンビアレストラン」150席を展開。
- 雪印館 - オランダのフロリアードにならいオランダ型の風車を模した建物に、内部に日本各地の花のパネルや展望デッキを設けるとともにレストラン170席を展開。閉幕後も常設施設「風車館」として存置されたが、後に解体され跡地には1997年にビーチヘッジが建設されている。
- 北海道郵政局「コミュニティプラザ（花の郵便局）」 -　郵政省テレトピア構想をテーマに4mのガリバーロボット、スタンプロボット、百合が原公園と北海道21世紀博覧会の二元中継テレビコーナー、電子郵便、紙貯金箱づくり、タイムトンネル似顔絵、コンピュータゲーム、健康さわやかコーナー、臨時出張郵便局「はなのゆうびんきょく」、ATMなどを展開。
- 東日本観光開発「東日本水耕栽培館」 - プラスチックフィルムの栽培ベッドに培養液を浅く流す方式によるミニトマトとササゲの水耕栽培をビニールハウス内で展示する。
- 生活と文化のパビリオン - 住まいと暮らし・緑と文化等多角的側面から各分野をリードする企業団体が新時代の生活環境づくりを提案する。
  - シンボルゾーン - 札幌市立新琴似南小学校・曙小学校が栽培したツタンカーメンの墓から出てきた3,000年前のエンドウ豆を展示。
  - 岩倉グループ - 「冬のグリーントピアを目指して」をテーマに樹齢350年のアメリカ産スプルース丸太を中心に冷気室栽培のツバキなどを展示。
  - 住宅・都市整備公団 - 「21世紀のコミュニケーション・Heart & Heart」をテーマに環境映像や模型、ニュータウンあいの里の紹介を展開。
  - グリーンプラザ会 - 「花と緑のある暮らし」をテーマに園芸ショップ・住宅内部・庭の3ゾーンで生活空間での明るく緑あふれる環境づくりを紹介する。
  - ヤマギワ - 「光は発進する、もうひとつの緑の世界へ」をテーマに光と緑の関わりを表す各種庭園灯を展示。
  - 三笠市 - 「MIKASA QUESTION 5」をテーマに三笠鉄道村や北海道交通科学博覧会の計画紹介をSL縮小模型やクイズ形式のパネルで展開。
  - 広島町 - 「elfin town HIROSHIMA 緑の中に妖精が棲むまち・ひろしま」をテーマに町内のゴルフ場紹介などの写真パネルや野鳥の声を再生するインターホンを展示。
  - 札幌市下水道資源公社 - 「新しい試み、新しい出発」をテーマに下水処理沈殿物を再生させたコンポスト堆肥の紹介や野菜を楽隊に見立てた人形「札幌コンポスト楽団」を展開。
  - 北海道森林整備公社 - 「森の大切さを知ろう」をテーマに生活に大きな関わりを持つ森の大切さをパネル展示で訴える。
- 情報と科学のパビリオン - 生活や産業における科学技術や通信技術、情報社会のコミュニケーションのあり方等を紹介し情報化社会による生活の変化を紹介する。
  - 日立製作所「日立インターフェイスランド」 - まねきオームロボット、15面マルチビデオを配した映像ホール、ゲームや通信のできるパソコンコーナーを展開。
  - NTT「NTTテレコムパーク」 - 近未来の情報ネットワークを形作る最新コミュニケーション機器を展示、テレコントロールで動くカエルコールのオブジェやテレビ望遠鏡などを通じて高度情報通信システムINSを楽しく紹介する。
  - 日本電気「PCムーンステーション」 - パソコンとロボットを組み合わせ、未来に対する夢と希望を感じる展示とした。
  - 松下電器産業「触れてごらん遊メディア National/Panasonic」 - エレクトロニクス機器を使用したクイズ「ものしりQ&A」、立体映像を上映する「迫力劇場3D・VHD」、ゲーム・ワープロに加え映像との連携を実現した新型パソコンを紹介する「MSX2パソコン」を展開。
  - 富士通「FUJITSUパソコンランド」 - パソコン・ワープロ・電話機などのOA機器を用い「コミュニケーションコーナー」「FMサウンドコーナー」「クリエイティブコーナー」「スタディーコーナー」「CGコーナー」「オアシスコーナー」を展開。
  - NHK札幌放送局「森とテレビの仲良しランド」 - 9画面のテレビや「にこにこぷん」の人形、小型ディスプレーなど森をイメージした子供向けを主体とした展示。また開会後3週間や閉会前2週間には110インチのハイビジョン大型ディスプレーを公開。
  - 花と緑の放送スタジオ「ちゃんねるフラワー」 -　NHK札幌局協力によるSHFテレビ実験放送を行うテレビスタジオ。会場内20か所の情報ステーションやマルチビジョン・ソーラーモービルへの送信・放映を中心に、またVTRにより会場外の札幌市役所ロビー・地下街やデパートのサテライト映像で放送したほか、映像の一部はNHK札幌局に提供され中継放送や天気予報に用いられた。また微弱電波を用いたFM放送システムを会場内20か所に設置し、FMハット「ガイドくん」をかぶり会場を歩くと施設案内やDJ番組を再生する試みや、スタジオ内に博覧会に関する文字図形情報データベース設置も行われた。
- 市民ギャラリー - 自然と人のふれあい・人と人のコミュニケーション・潤いのある生活の創出などを目的としたギャラリースペース。全国的団体から小グループや外国機関の協力のもと期間中屋内会場28団体、屋外会場4団体が出展。

その他エリア
- 日本レゴ「レゴ・ワールドショー」 - 「宇宙への旅」をテーマとした15点のブロック作品やブロックプレイコーナー・作品コンテスト等を行う屋内展示や、デンマークの家屋や札幌時計台などのブロックミニ模型を展開する屋外展示を展開。花のオリンピック広場内に設置。
- バザール館「ワールドプラザ210」 - 世界の商品を集めた「フリーマーケット」、博覧会限定商品や日本各地の土産銘菓を販売する「カラフルストリート」、ファッション・インテリア・玩具などを販売する「ファンタジーストリート」、気軽にグルメを楽しめる「グルメストリート」のブロックに分け計81店が出店、札幌商工会議所が運営を担当。ジョイフル広場内に設置。
- 公園用木製品展 - 「木の良さ再発見」をテーマに、カラマツ・エゾマツなどの道産木材で作られた公園用品を屋外展示する。18社から75点が展示されコンクールを行い、優秀作品の一部は博覧会後も存置された。花と緑のピクニック広場に設置。

庭園
- 世界の百合の広場 - 67種124,000球のユリを植栽、人工池4か所を併設。
- 花と緑のピクニック広場 - コンサートやバラエティショーなどを開催、芝生広場を中心にステージなどを設置。
- 花のオリンピック広場 - 37種466,200株の大花壇や、道内外44市区町村局の自治体出展花壇を展開。
- 国際庭園 - 1983年ミュンヘンでの国際庭園博覧会の札幌市の出展をモデルとして、札幌市の姉妹都市を中心に4つの庭園を設置。
  - ポートランド庭園 - 米国庭園様式のポートランドの一般家庭の庭園をイメージし、ポートランドの花であるバラを中心としたフラワーゾーン、パーゴラを設置した憩いの広場、広葉樹を主体とした林帯を設置。
  - ミュンヘン庭園 - リンデンバウムの木で囲み城郭都市をイメージした盛り土・生垣・石組み、イザール川を模した小川でバイエルン地方の雰囲気を演出する。左右対称のデザインで、ミュンヘン市旗や生活を紹介するパネルを配置し各コーナーに四阿を計4基設置。
  - 瀋陽庭園「瀋芳園」 - 中国伝統の山水様式を取り入れ、石組みや滝、明・清代の建築様式を採用した水中亭・六角亭・垂花門、奇岩「太湖石」等を配置。
  - 日本庭園 - ミュンヘン国際庭園博覧会で札幌市が出展した池泉回遊式庭園を造成、四阿・八ツ橋・滝・灯籠の他厳島神社をモデルに平安時代の能舞台を再現した水舞台で琴の演奏や茶の野点などを実施、また池と州浜は京都桂離宮・仙洞御所をモデルとした。
  - 緑のトンネル - 札幌ライオンズクラブが寄贈、夏の緑陰効果と鑑賞を目的にかまぼこ型の網状パイプにユウガオ・カボチャ・ヘチマ・キュウリ等の果実物とハナマメ・キンレンカ・アサガオなどの花物を植栽した。

その他施設
- 花と緑のステージ - 床面積502平米のメインステージ。
- 直営売店 - 花と科学の広場に花と緑のピクニック広場に設置。
- ジョイフル広場 - 遊戯施設や物販施設を設置。
  - 遊戯施設「子供の国」 - アトラクション：ファンハウス「マリオ館」、ツイスター、チェーンタワー、ジェットスター、ミニSL「銀河鉄道」、バッテリーカー、メロディペット、ファファトランポリン、小型乗り物15台、小型遊具機15台、パンドラ、アストロライナー
  - 北方圏遊具の広場 - スウェーデン・カナダ・デンマーク・フィンランド等から出展された木製遊具を設置。
  - ちゃぷちゃぷ池
- リリートレイン - 約1.0kmの遊覧鉄道。花と緑のピクニック広場の本駅舎「百合の広場駅」、副駅舎として世界の庭園に「国際庭園駅」と花のオリンピック広場に「東ゲート前駅」を設置。
- レストラン：ジョイフル広場にサッポロビール「直営レストラン ライオン」とアサヒビール「アサヒビール園」、花と緑のピクニック広場の百合の広場駅に札幌グランドホテル「レストラン百合が原」を設置。
- ピストンバスターミナル - 乗降場5バース。
- 団体バスターミナル
- タクシーターミナル - 駐車スペース30台。
- 駐車場
  - 会場周辺：P1・1191台、P2・359台、P3・848台、P4・185台。P1駐車場のみ砕石敷きで乗用車・マイクロバス兼用、その他は農地を転用し乗用車専用とした。
    - 1日料金は普通車1000円・マイクロバス等2000円、全会期利用の普通車は30000円。

  - 団体バス駐車場：通常80台・予備80台。篠路駅付近に設置。
  - 日曜・夏休み期間には札幌市立栄緑小学校・栄東小学校・東清掃事務所・車両管理事務所の構内を確保し1150台の無料駐車場を設け会場まで無料連絡バスで結んだ。
- 駐輪場

## 主なイベント
カッコ内は開催日と出演者。
- STV「'86さっぽろ花と緑の博覧会オープンスペシャル」（6月28日 河合その子、ZIG ZAG、スーパーギャル、エンガディン・レントラー友楽団）
- サンモリッツ エンガディン・レントラー友楽団ステージ（6月27日-7月2日）
- NHKラジオ「ラジオ体操」（6月29日）
- UHB公開放送「ファンタジックワールド・花と緑のサッポロ」（6月29日 太川陽介、桑田靖子、森田健作、岩井小百合）
- NHKテレビ公開放送「趣味の園芸」（7月2日 江尻光一）
- HBCラジオ公開放送「フレッシュサウンズ・コンテスト」（7月5日 東南西北）
- STVテレビ「ニューエイジスペシャル」（7月6日 LOOK、TOPS、宮原学 司会：エド山口）
- NHK園芸クリニック（7月2日・8日・15日・22日・29日、8月5日・12日・19・26日）
- NHKテレビ公開放送「おかあさんといっしょ にこにこぷんショー」（7月12日）
- HBCラジオ「HBCヤング歌謡祭」（7月13日）
- クラウンヒットパレード（7月14日 鳥羽一郎、門脇睦夫、星恵津子、尾崎ひとみ、ジェミニ&ドド、渡辺雅美）
- HTB公開放送「さだまさし花博にうたう」（7月19日）
- HBCテレビ公開放送「さっぽろ花と緑博・河合奈保子オンステージ」（7月20日）
- ミュンヘン民族舞踊団ステージ（7月21日-29日）
- 瀋陽歌舞団ステージ（7月25日-8月2日）
- サッポロ・モントルージャズフェスティバル'86（7月25日-27日 有料イベント）
  - 25日：ステファン・アイヒャー、コリエル/ディメオラ、カシオペア
  - 26日：ステップス・アヘッド、ピアソラ/バートン、伊東たけし
  - 27日：ウェイン・ショーター、渡辺貞夫、スーパーGIG
- NHK「こんにちはラジオセンター北海道」（7月28日-8月1日 みなみらんぼう、千葉紘子ほか）
- UHB公開放送「花と緑の夏休み!!～歌え!緑の探検隊～」（7月29日 野々村真、キララとウララ、大西結花）
- STVラジオ公開放送「ときめきワイド 喜瀬ひろしのどんと歌謡曲」（7月30日 大川栄策、小野由紀子、箱崎晋一郎）
- UHB「'86ザ・ポップス・グランプリ」（8月1日予選・8月2日本選 本選ゲスト：スターダストレビュー、麗美）
- HTB「舘ひろしコンサート」（8月3日）
- 劇団目覚時計「三匹のこぶたショー」（8月4日-7日 司会：稲垣美穂子）
- STV「サマーコレクション・イン・フラワーサッポロ」（8月6日 五十嵐浩晃）
- FM北海道公開放送 FMサウンドパークイン百合が原
  - サマーポップスコンサート（8月8日 TOSHITARO）
  - パワフルロックコンサート（8月9日 桑名正博、桑名晴子）
  - 花と緑のシンフォニー（8月10日 菅原洋一、ペギー葉山、山形由美、札幌交響楽団）
  - エキサイティングマッチコンサート 中川勝彦VS福島邦子（8月30日）
- グリーン杯カラオケのど自慢大会（8月12日 中川博之、瀬川瑛子、三田祐子）
- ポートランドバレエ団ステージ（8月12日-19日）
- HBCテレビ公開放送「さっぽろ花と緑博・早見優スペシャル」（8月16日）
- HBCラジオ公開放送「札響コンサート」（8月17日 岩崎宏美）
- NHKFM公開放送「NHK GREEN STAGEコンサート」（8月18日-23日）
  - 18日：島田奈美、佐藤恵美、沢田玉恵
  - 19日：志村香、白鳥座
  - 20日：長山洋子ほか
  - 21日：ポピンズほか
  - 22日：山本理沙、神野美伽
  - 23日：堀ちえみ、手風琴
- 天皇陛下御在位六十年記念全国慶祝都市緑化祭（8月19日）
- NHKラジオ公開放送「NHKサンデージョッキー」（8月24日 鳥羽一郎、千葉紘子ほか）
- 瀋陽音楽学院ステージ（8月28日-31日）
- '86さっぽろ花と緑の博覧会さよならカーニバル（8月31日 ロス・インディオス、伊東ゆかり、瀋陽音楽学院ほか）

## 沿革
- 1983年
  - 3月 - 建設省都市局都市緑地対策室の全国都市緑化フェアの第4回開催地として札幌市での開催検討を開始、札幌市が市長による緑に関わるイベントの開催意向もあり受諾し建設省・都市緑化基金と事前調整を開始。
  - 12月 - 熊本県からの都市緑化フェア開催の申し入れを受け、建設省が1986年度の二箇所開催に向けての準備開始を示唆する。
- 1984年
  - 1月20日 - 仮称「さっぽろ花と緑の博覧会」基本構想策定を都市緑化基金に委託。
  - 2月22日 - 都市緑化基金内に仮称さっぽろ花と緑の博覧会基本構想策定準備委員会を設置。
  - 2月25日 - 基本構想策定準備委員会第一回委員会開催。
  - 3月24日 - 都市緑化基金が基本構想報告書を提出。
  - 3月 - 新札幌市長期総合計画第3次5ヶ年計画にて花と緑の博覧会開催を計画化。
  - 5月12日 - 札幌市長の決裁で花と緑の博覧会開催基本方針を決定。
  - 7月1日 - 博覧会開催準備専任スタッフ2名を配置。
  - 7月2日 - 瀋陽市が博覧会庭園出展参加を決定。
  - 8月1日 - 準備事務室を大通バスセンタービルへ移転。
  - 8月9日 - 博覧会実施運営計画策定業務を電通北海道支社に委託発注。
  - 8月24日 - 会場実施計画策定業務を北海道開発コンサルタントに委託発注。
  - 9月17日 - 建設省へ開催承認申請書を提出、執行体制について協議。
  - 10月1日 - 花と緑の博覧会準備室発足。
  - 11月26日 - 札幌花卉卸売市場・北海道造園建設業協会・札幌植木造園組合の緑化花卉3団体を皮切りに出展要請を開始。
  - 11月5日 - 国鉄札幌鉄道管理局に対し百合が原公園臨時駅設置を要請。
  - 11月6日 - 電通北海道支社が実施運営計画報告書を提出。
- 1985年
  - 2月8日 - 緑化フェア懇談会開催、全国都市緑化さっぽろフェア '86さっぽろ花と緑の博覧会の開催を正式決定。
  - 4月19日 - 実行委員会・事務局発足。第一回実行委員会開催。
  - 4月25日 - 第一回幹事会開催。
  - 5月21日 - マスコットキャラクター発表。
  - 5月24日 - マスコットキャラクター名公募開始。
  - 5月30日 - 前売り券発売。
  - 7月29日 - マスコットキャラクター名決定。
  - 7月31日 - 花のオリンピック広場築山完成。
  - 9月5日 - 市民ギャラリー出店受付開始。
  - 9月30日 - 岩倉グループが企業出展第一号決定。
  - 10月29日 - 電気設備・仮設給排水設備着工。
  - 11月12日 - リリートレイン試運転開始。
- 1986年
  - 1月16日 - 国鉄と臨時駅設置協定を締結。
  - 3月27日 - 国鉄臨時駅鉄道用地使用承認。
  - 4月10日 - 国鉄百合が原臨時駅着工。
  - 4月18日 - 麻生駅発着無料ピストンバス運行体制を決定。
  - 4月23日 - 起工式・安全祈願祭実施。
  - 6月25日 - プレスプレビュー開催。
  - 6月27日 - 前夜祭開催。
  - 6月28日 - 開会式開催。
    - 8時35分に百合の広場駅にてリリートレイン引渡式実施、札幌市栄緑小学校の器楽演奏と日本宝くじ協会柴田理事長の贈呈挨拶と板垣市長への贈呈式、謝辞や感謝状・花束贈呈の後東ゲート駅まで列車を運行。
    - 9時2分にテープカット式実施、スカイダイバー3名が降下する中でリリートレイン東ゲート駅到着後北海道警察音楽隊・カラーガード隊の演奏、佐藤都市緑化基金理事長の開式の辞、登壇者紹介、スカイダイバーからのはさみ受け渡し、テープカットを実施。
    - 9時33分から開会式実施、板垣市長・豊倉一建設省事務次官・横路道知事の挨拶、来賓紹介、姉妹都市ポートランド・ミュンヘン・瀋陽各代表からの庭園目録贈呈と札幌市からの花束贈呈、コンパニオン代表の誓いの言葉、渡辺雅美によるイメージソング披露を行い閉会。

  - 7月16日 - 来場者30万人達成。
  - 8月7日 - 来場者70万人達成。
  - 8月16日 - 来場者100万人達成。
  - 8月19日 - 天皇陛下御在位六十年記念全国慶祝都市緑化祭開催、徳仁親王（当時）臨席のもと桜の植樹などを実施。
  - 8月24日 - 目標来場者数の130万人達成。
  - 8月29日 - 来場者140万人達成。
  - 8月31日 - 閉会式開催。午後6時より五段雷の花火に始まり板垣市長・北村廣太郎建設省都市局長・吉野札幌市議会議長の挨拶、コンパニオン入場と実行委コンパニオンによる御礼の言葉、開催期間の思い出をまとめたスライドショー、鼓笛隊先導とコンパニオン6名による全国都市緑化フェア旗入場と板垣市長から次回開催地の埼玉県黒沢幸久住宅都市部長へのフェア旗引き継ぎ、佐藤都市緑化基金理事長の閉会宣言で締められた。その後さよならパーティ、神戸実行委員長の挨拶、暗転とともにコンパニオンのペンライトと「さよなら」の火文字と篝火の中で出席者が退場した。
  - 9月30日 - 博覧会仮設施設解体撤去完了。

## アクセス
- 札幌市営地下鉄南北線麻生駅の市営麻生バスターミナルから西ゲートまで無料ピストンバスを運行。開幕から8月10日まで札幌市営バス、8月11日から閉幕まで北海道中央バスが担当。
- 国鉄が札沼線新琴似駅と篠路駅の中間に臨時駅「百合が原臨時乗降場」を建設、東ゲートから約200mの場所に位置し閉会後は地域住民の強い存置の要望を受け営業を続けその後「百合が原駅」として旅客駅に昇格している。また、列車往復券と入場券のセット券も販売した。